# Chālejeh
Chālejeh (persiska: چال جه) är en ort i Iran.   Den ligger i provinsen Golestan, i den norra delen av landet, 400 km nordost om huvudstaden Teheran. Chālejeh ligger 379 meter över havet och antalet invånare är 372.
Terrängen runt Chālejeh är huvudsakligen kuperad, men åt sydväst är den platt. Runt Chālejeh är det ganska glesbefolkat, med 48 invånare per kvadratkilometer. Närmaste större samhälle är Qernāq, 12,3 km öster om Chālejeh. Omgivningarna runt Chālejeh är i huvudsak ett öppet busklandskap.